# Serafín Baroja
Pour les articles homonymes, voir Baroja (homonymie).
Serafín Baroja, de son nom complet José Mauricio  Zornoza, né à Saint-Sébastien le 22 septembre 1840 et mort à Bera, en Navarre, le 16 juillet 1912 est un ingénieur et écrivain espagnol, connu principalement pour être le patriarche du clan des Baroja.
Il est le père de l'écrivain Pío Baroja, du peintre Ricardo Baroja et de l'écrivaine Carmen Baroja, ainsi que le grand-père de l'anthropologue Julio Caro Baroja et du cinéaste Pío Caro Baroja.
C'est un écrivain populaire de son époque, éditeur et journaliste, écrivant tant en castillan qu'en basque. Il est notamment l'auteur de La marche de Saint-Sébastien, hymne de la ville, où il existe un parc en son honneur.

## Œuvre littéraire en basque
Son œuvre est publiée par son petit fils Julio en 1986. On y retrouve notamment les chansons basques anti-carlistes créées pendant la guerre, dont l’œuvre Gaciguezac ("Aigre-douce" en basque), un livre de poésies de 72 pages publié à Saint-Sébastien en 1875, ainsi que le recueil de poèmes Malkoak eta itzalak ("Larmes et ombres"). On retrouve également les chroniques de la guerre carliste publiées entre janvier et février 1876 dans le journal El Tiempo de Madrid où il est correspondant de guerre.
Il publie également, dès 1883, les premières publications éditées en langue basque à Pampelune, ainsi que les traductions en basque d’œuvres comme La Vie de Lazarillo de Tormes traduit en basque par Tormesco lazarochon bicia et de grands auteurs comme Campoamor, Gustavo Adolfo Bécquer, Calderón de la Barca, Antonio García Gutiérrez, López de Ayala, José Selgas, Ludwig Uhland, Lope de Vega, José Zorrilla ou Shakespeare.
C'est pendant son séjour à Pampelune qu'il écrit La Marche de Saint-Sébastien, le 10 janvier 1884. Composée par Raimundo Sarriegui, elle est aujourd'hui l'hymne de la capitale du Guipuscoa.
Il meurt à Bera le 16 juillet 1912. 

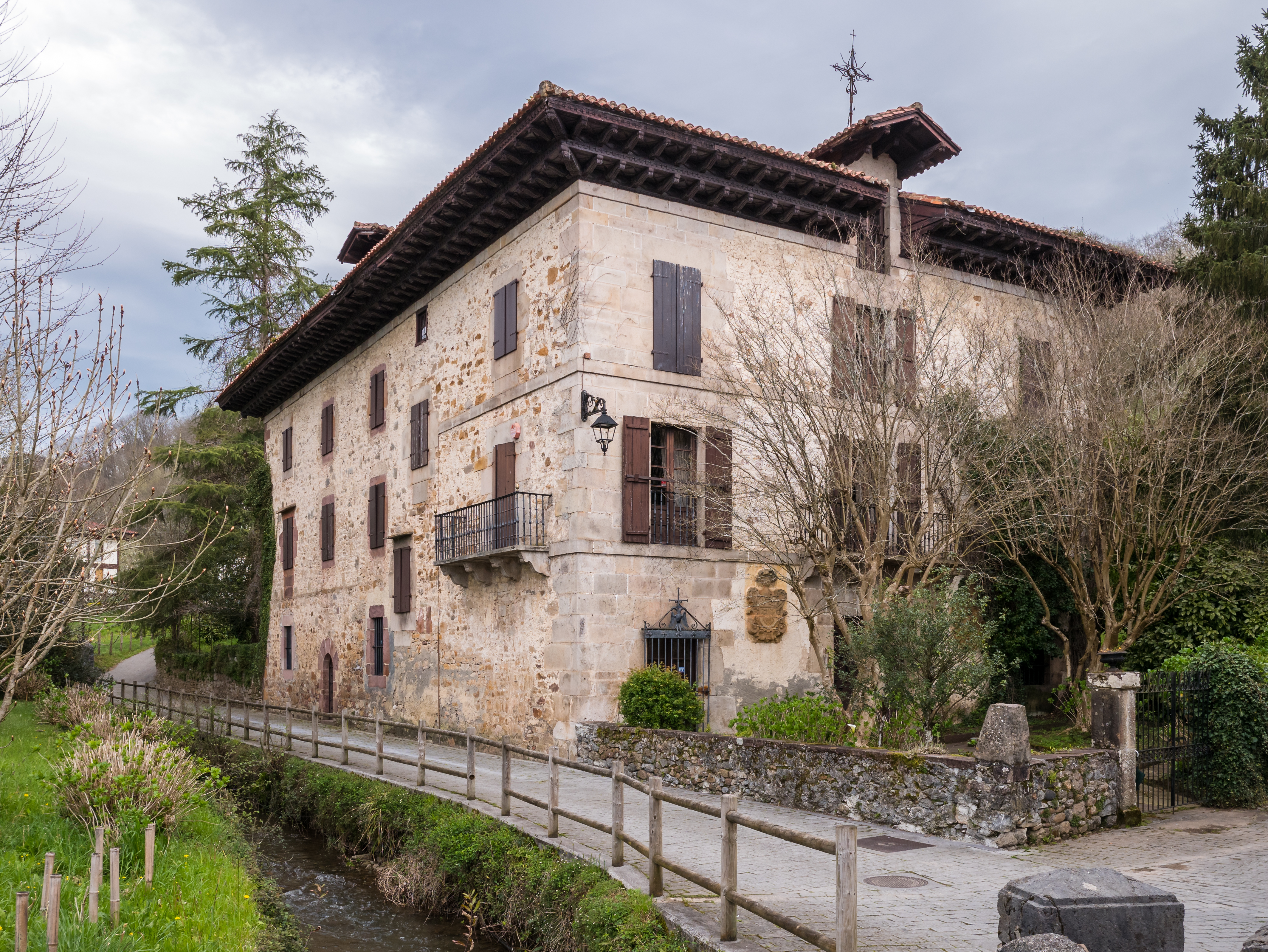
La maison familiale des Baroja « Itzea » à Bera.